# Харви Дент (трилогия «Тёмный рыцарь»)
Ха́рви Дент (англ. Harvey Dent), также известный по прозвищу Двули́кий (англ. Two-Face) — персонаж трилогии «Тёмный рыцарь», снятой Кристофером Ноланом. Основан на одноимённом суперзлодее комиксов издательства DC Comics. Роль исполнил Аарон Экхарт.
Харви — добропорядочный окружной прокурор города Готэма, который, после смерти своей возлюбленной Рэйчел Доуз, становится жестоким мстителем.
За исполнение своей роли Экхарт удостоился положительных отзывов кинокритиков и номинаций на несколько наград.

## Создание образа

### Первое появление персонажа в комиксах
Двуликий был создан Бобом Кейном и дебютировал в Detective Comics #66 (август 1942). Первоначально персонажа звали Харви «Аполло» Кент, он предстал как законопослушный окружной прокурор Готэма, друживший с Бэтменом. Лицо Харви было наполовину изуродовано из-за того, что босс мафии, которого Кент преследовал, Сал Марони, облил его кислотой, в результате чего Харви потерял рассудок и встал на путь преступности. Позднее фамилия Двуликого была изменена на Дент. По словам Кейна, данное решение было принято в силу того, что фамилией Кент обладал другой персонаж DC — Супермен.

### Кастинг и исполнение
В роли Харви Дента режиссёр «Тёмного рыцаря» Кристофер Нолан хотел видеть актёра с «героической внешностью», подобной Роберту Редфорду, и способного изобразить скрытую злобу и мрачность. В числе кандидатов на роль были Джош Лукас, Райан Филипп, Марк Руффало и Мэтт Дэймон. Нолан посчитал, что Аарон Экхарт отличался обаянием и «аурой… хорошего человека, который зашёл слишком далеко». По словам Экхарта, разница между Дентом и Бэтменом в том, насколько далеко они готовы пойти ради своих целей. На исполнение Аарона оказала влияние семья Кеннеди, в частности Роберт Кеннеди, который боролся с преступными группировками, придерживаясь столь же идеалистического взгляда на закон.

### Внешний вид
Двуликому Экхарт и Нолан решили не придавать столь же «красочный» образ, как у воплощения Томми Ли Джонса в фильме «Бэтмен навсегда» (1995), где у того розовые волосы и яркий дизайнерский костюм; в ленте Кристофера Двуликий носит более реалистичный, слегка обгоревший костюм нейтральных тонов.

## Биография персонажа

### «Тёмный рыцарь» (2008)
Харви Дент является окружным прокурором и «Белым рыцарем Готэма», получившим данное прозвище за свои методы борьбы с преступностью. Встречается с Рэйчел Доуз. Для определения судьбы преступников он подбрасывает одинаковую на обе стороны монетку. Дент заключает союз с супергероем Бэтменом и лейтенантом полиции Готэма Джимом Гордоном с целью устранения организованной преступности в городе. Вскоре коррумпированные полицейские, работающие на босса мафии Сала Марони и Джокера, похищают Харви и Рэйчел и помещают их в два заброшенных здания, которые через определённое время взорвутся. Доуз погибает, а Бэтмен едва успевает спасти Дента, половина лица которого впоследствии сильно обгорает. Харви доставляют в больницу, где к нему приходит Джокер, который заявляет о своей непричастности к смерти Рэйчел и побуждает его отомстить связанным с её смертью людям. Дент бросает жребий и щадит Джокера, а вскоре убивает причастных к смерти Рэйчел полицейских-коррупционеров и участников мафии и берёт в заложники семью Гордона, посчитав и его виновным в гибели возлюбленной. Прибывает Бэтмен и пытается образумить Харви, но безрезультатно. Дент хватает сына Джима и, чтобы решить его судьбу, бросает монету. В этот момент Тёмный рыцарь сталкивает его со здания и спасает мальчика. Харви погибает, разбившись о землю. Бэтмен, решив, что Дент — герой, который нужен Готэму, а раскрытие его преступлений навредит городу и лишит людей надежды, берёт на себя вину за его смерть и деяния и убеждает Гордона скрыть правду от общества.

### «Тёмный рыцарь: Возрождение легенды» (2012)
Спустя восемь лет после смерти Харви закон «Акт Дента» окончательно искоренил организованную преступность в Готэме, а многие осуждённые были лишены права на условно-досрочное освобождение. Став к этому времени комиссаром полиции, Гордон решает публично раскрыть правду о преступной деятельности Дента, но в итоге приходит к выводу, что Готэм к этому не готов. В результате Бейн завладевает письмом с разоблачением Харви и зачитывает его в прямом эфире, назвав Дента и Гордона лицемерами, тем самым разрушив доверие жителей Готэма к правовой системе и погрузив город в хаос. Впоследствии, после самопожертвования Бэтмена и поражения Лиги Теней, первого признают истинным героем Готэма, а «Акт Дента» отменяется.

## Восприятие
Персонаж и исполнение Аарона Экхарта были положительно приняты критиками, которые высоко оценили харизму Харви и его последующее превращение в мрачного, жестокого «монстра»; тем не менее, издание Variety сочло эту сюжетную линию самой слабой в фильме. Стивен Хантер из The Washington Post отметил, что образ Дента был недостаточно проработан; критик резюмировал, что Экхарт не смог воплотить эту роль в должной мере.

### Награды и номинации
Вместе с Кристианом Бейлом, Хитом Леджером, Гэри Олдменом, Майклом Кейном, Мэгги Джилленхол и Морганом Фрименом Экхарт получил номинации на «Награду Ассоциации кинокритиков Центрального Огайо» в категории «Лучший актёрский ансамбль» и, вместе с ними, выиграл приз People’s Choice Awards в категории «Любимый актёрский состав». Также Аарон был номинирован на премию «Сатурн» в категории «Лучший киноактёр второго плана» и числился в списке кандидатов на награду Scream Awards в категории «Лучший злодей».